# Фемарнбельтський тунель
54°34′33″ пн. ш. 11°18′20″ сх. д. / 54.575833333333° пн. ш. 11.305555555556° сх. д.
Фемарнбельтський тунель (дан. Femern Bælt-forbindelsen, нім. Fehmarnbelt-Querung) — споруджуваний занурений тунель, що має сполучити німецький острів Фемарн із данським островом Лолланн, що має перетнути 18-кілометрову протоку Фемарн-бельт Балтійського моря.
Тунель забезпечить пряме сполучення між північною Німеччиною та Лолланном, а звідти — до данського острова Зеландія та Копенгагена, ставши найдовшим у світі комбінованим автомобільно-залізничним тунелем.
Прихильники стверджують, що тунель буде потенційно важливим сполученням між Центральною Європою та Скандинавією. Тунель скоротить час у дорозі між Лолланном і Фемарном з 45 хвилин на поромі до 10 хвилин на автомобілі та 7 хвилин на поїзді.
Електрифікована швидкісна залізниця буде здатна розвивати швидкість 200 км/год.
Початкова кошторисна вартість проєкту становила 5,5 мільярдів євро. 2010 року вартість збільшилася до 7,4 мільярда євро, а станом на 2022 рік становить близько 10 мільярдів євро.
Тунель замінить поромне сполучення з інтенсивними перевезеннями з Редбю та Путтгардену, яким наразі управляє Scandlines, маршрут, відомий німецькою мовою як Vogelfluglinie та данською як Fugleflugtslinjen.
Фемарн сполучено з материковою Німеччиною Фемарнзундським мостом, а Лолланн сполучено тунелем і мостами із Зеландією через острів Фальстер, який, зі свого боку, сполучено з материковою частиною Швеції Ересуннським мостом.
Хоча між Зеландією та Німеччиною також існує сполучення через Великий Бельт, Фюн і Ютландію.

## Проєкт
Тунелем буде прокладено дві колії. Час поїздки залізницею від Гамбурга до Копенгагена буде скорочено з чотирьох годин 58 хвилин до трьох годин 15 хвилин. Згідно з поточними планами, щогодини у кожному напрямку буде курсувати один пасажирський і два вантажні.
Шосе між Копенгагеном і Гамбургом вже є автомагістраллю, за винятком 25 км у Німеччині, які є двосмугою.
Вузький Фемарнзундський міст буде замінено новим Фемарнзундським тунелем з чотирисмуговою автомагістраллю та двоколійною залізницею.
Тунель матиме 79 стандартних секцій завдовжки 217 м кожна, з двома автодорожніми тунелями, одним аварійним тунелем та двома залізничними тунелями. Додатково буде змонтовано 10 обслуговуючих секцій довжиною 85,7 метра, але вони будуть ширше та матимуть підвал для розміщення технічного обладнання.

## Фемарнбельтська залізнична вісь
Залізниця Фемарнбельтського тунелю є центральною секцією «Фемарнбельтської залізничної осі», що є пріоритетним проєктом 20 Транс'європейської транспортної мережі (TEN-T), що має на меті спорудження високошвидкісної залізниці Копенгаген — Гамбург.
На півночі вісь сполучена з Ересуннським мостом (Пріоритетний проєкт 11) і залізничною/автодорожньою віссю Північного трикутника (Пріоритетний проєкт 12), а на півдні — з Бременом і Ганновером.
Споруджувана лінія має складатися з декількох нових залізниць, що мають бути побудовані, та старих залізниць, які мають бути модернізовані для досягнення принаймні максимальної швидкості 200 км/год на всіх дистанціях:
- Залізниця Копенгаген — Рінгстед[en], відкрита 31 травня 2019 року, наразі працює зі швидкістю 180 км/год, має бути оновлена до 250 км/год в 2023 році
- Sydbanen[en], нові колії будуть прокладені до 2021 року, електрифіковані, щоб досягти 200 км/год до 2024 року[10]
- Фемарнбельтський тунель, 200 км/год, має бути завершено в 2028 році[4]
- Залізницю Любек — Путтгарден[en] електрифікують[11] та модернізують до 200 км/год із нинішніх 100—160 км/год.[12] Новий Фемарнзундський тунель (буде завершено в 2028 році) є частиною цієї черги.[13]
- Залізниця Любек — Гамбург[en] буде модернізовано до 200 км/год.

## Критика
Є занепокоєння з боку місцевого населення Німеччини, які побоюються втрати робочих місць на сьогоднішньому інтенсивному поромному сполученні, і захисників екології, які вважають, що від цього проєкту постраждають дикі тварини.
Міст Гедсер — Росток довжиною близько 50 км був запропонований як альтернатива Фемарнбельтському мосту. Прибічники цього проєкту стверджують, що він був би сполучною ланкою із Скандинавії до Берліна.